# روبرت وليامز (ممثل)
روبرت وليامز (بالإنجليزية: Robert B. Williams) هو ممثل أمريكي، ولد في 23 سبتمبر 1904 بغلنكويي في الولايات المتحدة، وتوفي في 17 يونيو 1978 بمقاطعة أورانج في الولايات المتحدة.

## أعمال

### أفلام
- (1958) نفق الحب
- (1959) الوطواط

## وصلات خارجية
- روبرت وليامز على موقع IMDb (الإنجليزية)
- روبرت وليامز على موقع قاعدة بيانات الفيلم (الإنجليزية)